# Ernst Schladitz
Ernst Schladitz (* 27. Januar 1935 in Langenweddingen) ist ein ehemaliger deutscher Gewerkschafter (FDGB) und Politiker (SED). Er war Vorsitzender  des Bezirksvorstandes Magdeburg des FDGB und Kandidat des ZK der SED.

## Leben
Schladitz wurde als Sohn einer Arbeiterfamilie geboren und besuchte die Volksschule. Er erlernte den Beruf des Maschinenschlossers und arbeitete in diesem Beruf. Zwischen 1960 und 1962 qualifizierte er sich im Abendstudium zum Meister und von 1965 bis 1969 absolvierte er ein Fernstudium an der Ingenieurschule für Maschinenbau und Elektrotechnik mit dem Abschluss als Ingenieur-Ökonom.
Im Jahr 1958 trat Schladitz der Sozialistischen Einheitspartei Deutschlands (SED) bei. Von 1962 bis 1965 war er stellvertretender BGL-Vorsitzender, von 1965 bis 1969 BGL-Vorsitzender im Stammwerk Magdeburg-Buckau des VEB Schwermaschinenbau-Kombinat „Ernst Thälmann“ (SKET). Ab 1969 fungierte er als Vorsitzender der Kombinatsgewerkschaftsleitung. Ab 1963 war er Kandidat sowie von 1969 bis 1989 Mitglied des FDGB-Bundesvorstandes, ab 1972 auch seines Präsidiums. Ab April 1981 war Schladitz Kandidat des ZK der SED. Vom 13. März 1982 bis März 1990 fungierte er als Vorsitzender des Bezirksvorstandes Magdeburg des FDGB. Am 16. April 1982 wurde er in die SED-Bezirksleitung Magdeburg kooptiert und zum Mitglied des Sekretariats der Bezirksleitung gewählt.

## Auszeichnungen
- Vaterländischer Verdienstorden in Bronze (1974)
- Artur-Becker-Medaille in Gold (1977)[2]
- Fritz-Heckert-Medaille in Gold (1978)